# Larsia labartheae
Larsia labartheae är en tvåvingeart som beskrevs av Serpa-filho 2005. Larsia labartheae ingår i släktet Larsia och familjen fjädermyggor. Inga underarter finns listade i Catalogue of Life.